# Stemme
Pour l’article homonyme, voir Nina Stemme.
Stemme AG est un constructeur aéronautique allemand spécialisé dans la fabrication de motoplaneurs.

## Histoire
Créée par le Dr Reiner en 1984 à Berlin-Ouest, la société est basée depuis 1990 à Strausberg (Brandebourg).

## Production
- Stemme S6 (en)
- Stemme S10
- Stemme S10VT
- Stemme S12 (en)
- Stemme S15 (en)